# فرودگاه گرند ولی (مادیل فیلد)
فرودگاه گرند ولی (مادیل فیلد) (به انگلیسی: Grand Valley (Madill Field) Aerodrome) یک فرودگاه خصوصی است که یک باند فرود چمن دارد و طول باند آن ۶۴۰ متر است. این فرودگاه در کشور کانادا قرار دارد و در ارتفاع ۴۶۶ متری از سطح دریا واقع شده‌است.